# Discografia di DMX
La discografia del rapper DMX è composta da 7 album in studio, 6 compilation, un mixtape, due extended play e 46 singoli (inclusi i 17 come artista ospite).
A giugno 2014, DMX è diventato il quinto artista rap e hip-hop ad aver venduto più dischi dal 1991 negli Stati Uniti, contando 23,3 milioni di copie.

## Album

### Album in studio
| Anno | Titolo e dettagli | Posizione massima in classifica | Posizione massima in classifica | Posizione massima in classifica | Posizione massima in classifica | Posizione massima in classifica | Posizione massima in classifica | Posizione massima in classifica | Posizione massima in classifica | Posizione massima in classifica | Certificazioni                                |
| Anno | Titolo e dettagli | US                              | AUS                             | CAN                             | FRA                             | GER                             | IRE                             | NLD                             | SWI                             | UK                              | Certificazioni                                |
| ---- | --- | ------------------------------- | ------------------------------- | ------------------------------- | ------------------------------- | ------------------------------- | ------------------------------- | ------------------------------- | ------------------------------- | ------------------------------- | --------------------------------------------- |
| 1998 | It's Dark and Hell Is Hot - Pubblicazione: 19 maggio 1998 - Etichetta: Ruff Ryders, Def Jam - Formato: CD, LP, cassette, download digitale              | 1                               | —                               | 15                              | —                               | —                               | —                               | —                               | —                               | 89                              | - US: 4× Platino - CAN: Platino - UK: Oro     |
| 1998 | Flesh of My Flesh, Blood of My Blood - Pubblicazione: 22 dicembre 1998 - Etichetta: Ruff Ryders, Def Jam - Formato: CD, LP, cassette, download digitale | 1                               | —                               | 28                              | —                               | 61                              | —                               | —                               | —                               | 119                             | - US: 3× Platino - CAN: Oro - UK: Argento     |
| 1999 | ...And Then There Was X - Pubblicazione: 21 dicembre 1999 - Etichetta: Ruff Ryders, Def Jam - Formato: CD, LP, cassette, download digitale              | 1                               | —                               | 6                               | —                               | 46                              | —                               | —                               | —                               | 108                             | - US: 5× Platino - CAN: Platino - UK: Argento |
| 2001 | The Great Depression - Pubblicazione: 23 ottobre 2001 - Etichetta: Ruff Ryders, Def Jam - Formato: CD, LP, cassette, download digitale                  | 1                               | 99                              | 1                               | 69                              | 10                              | —                               | —                               | 60                              | 20                              | - US: Platino - CAN: Platino - UK: Oro        |
| 2003 | Grand Champ - Pubblicazione: 16 settembre 2003 - Etichetta: Ruff Ryders, Def Jam - Formato: CD, LP, cassette, download digitale                         | 1                               | 32                              | 2                               | 16                              | 6                               | 8                               | 28                              | 10                              | 6                               | - US: Platino - CAN: Platino - UK: Oro        |
| 2006 | Year of the Dog… Again - Pubblicazione: 1º agosto 2006 - Etichetta: Ruff Ryders, Columbia - Formato: CD, LP, cassette, download digitale                | 2                               | 70                              | 4                               | 43                              | 7                               | 15                              | 70                              | 7                               | 22                              | - RU: Oro                                     |
| 2012 | Undisputed - Pubblicazione: 11 settembre 2012 - Etichetta: Bloodline, Seven Arts - Formato: CD, LP, cassette, download digitale                         | 19                              | —                               | —                               | —                               | —                               | —                               | —                               | —                               | —                               | —                                             |

### Compilation
| Anno | Titolo e dettagli | Posizione in classifica | Posizione in classifica |
| Anno | Titolo e dettagli | US                      | US R&B/HH               |
| ---- | --- | ----------------------- | ----------------------- |
| 2007 | The Definition of X: The Pick of the Litter - Pubblicazione: 12 giugno 2007 - Etichetta: Ruff Ryders, Def Jam - Formato: CD, LP, download digitale | 26                      | 7                       |
| 2009 | Playlist Your Way - Pubblicazione: 24 febbraio 2009 - Etichetta: Ruff Ryders, Def Jam - Formato: CD, LP, download digitale                         | —                       | —                       |
| 2010 | The Best of DMX - Data di pubblicazione: 26 gennaio 2010 - Etichetta: Ruff Ryders, Def Jam - Formato: CD, LP, download digitale                    | 102                     | 67                      |
| 2011 | Greatest Hits With a Twist - Pubblicazione: 22 marzo 2011 - Etichetta: X-Ray, Cleopatra - Formato: CD, LP, download digitale                       | —                       | —                       |
| 2012 | Icon - Pubblicazione: 1 maggio 2012 - Etichetta: Def Jam - Formato: CD, download digitale                                                          | —                       | 28                      |
| 2015 | Redemption of the Beast - Pubblicazione: 13 gennaio 2015 - Etichetta: Fontana, Seven Arts - Formato: CD, download digitale                         | —                       | —                       |
| 2021 | DMX: The Ruff Ryder - Pubblicazione: 9 aprile, 2021 (postumo) - Etichetta: Def Jam - Formato: download digitale, streaming                         | —                       | —                       |

### Mixtape
| Anno | Titolo e dettagli                                                   | Posizione in classifica | Posizione in classifica | Posizione in classifica |
| Anno | Titolo e dettagli                                                   | US Rap                  | US R&B/HH               | US Ind.                 |
| ---- | ------------------------------------------------------------------- | ----------------------- | ----------------------- | ----------------------- |
| 2010 | Mixtape - Data di pubblicazione: 23 marzo 2010 - Etichetta: Sicness | 20                      | 46                      | 46                      |